# متحف ميهو
متحف ميهو (باليابانية: ミホ ミュージアム) هو متحف يقع جنوب شرق كيوتو في اليابان ، بالقرب من مدينة شيغراكي في محافظة شيغا. المتحف أيضًا يعد مقرًا لـ شوميكاي وهي مجموعة دينية جديدة أسسها ميهوكو كوياما.

## التاريخ
كان المتحف أحد أحلام ميهوكو كوياما (لاحقًا أطلق اسمها على المتحف) مؤسسة المنظمة الدينية شينجي شوميكي، والذي يقال إنها الآن تضم حوالي 300,000 عضوًا من مختلف دول العالم. تعد هذه المنظمة الدينية المسمية بـ شينجي شوميكي غير قانونية في الدول الأوروبية، وهي طائفة دينية تعاقب العضو الذي لا يقدم مساهمات مالية كافية. علاوة على ذلك كلف كوياما في التسعينات بناء المتحف بالقرب من معبد شومي في جبال شيغا.

## المقتنيات
يضم متحف ميهو مجموعة ميهوكو كوياما الخاصة من التحف الآسيوية والغربية التي اشترتها مؤسسة شومي من السوق العالمي في السنوات التي سبقت افتتاح المتحف في عام 1997. في حين بدأ كوياما في الحصول على تحف الشاي الحجري في أوائل الخمسينات، فقد تم الاستحواذ عليها من قبل المتحف في تسعينيات القرن العشرين. هناك أكثر من ألفي قطعة من المجموعة الكاملة، ويتم عرض حوالي 250 منها في أوقات مختلفة. من بين الأشياء الموجودة في المجموعة أكثر من 1.200 قطعة يبدو أنها أُنتجت في منطقة الأخمينية في آسيا الوسطى. ادعى بعض العلماء أن هذه الأشياء جزء من كنز أوكسوس، فُقدت بعد وقت قصير من اكتشافها في عام 1877 وإعادة اكتشافها في أفغانستان في عام 1993. وجدت هذه الكنوز الأخمينية في استحواذات ميهو وفي مواد المتحف البريطاني.
تم الحصول على العديد من العناصر في المجموعة بالتعاون مع تاجر الأعمال الفنية نوريوشي هوريوتشي على مدى ست سنوات فقط، وبعضها لا يملك عنه إلا القليل من المعلومات أما البعض الآخر فلا يعرف مصدره. في عام 2001 اعترف المتحف بأن تمثال بودهايساتفا الذي يعود إلى القرن السادس الميلادي في مجموعته كان نفس النحت الذي سُرق من حديقة عامة في مقاطعة شاندونغ في الصين في عام 1994.
ظهرت أبرز المجموعات في المعارض المتنقلة في متحف مقاطعة لوس أنجلوس للفنون ومتحف متروبوليتان للفنون في عام 1996، بالإضافة إلى متحف كونشستوريستشس فيين عام 1999.

## الهندسة المعمارية
كلفت ميهوكو كوياما وابنتها هيروكو كوياما، المهندس المعماري آي إم بي لتصميم متحف ميهو. تم تنفيذ تصميم من تخيل المهندس للمكان الخيالي شانغري-لا وهو عبارة عن منطقة جبلية وغابة. ما يقرب من ثلاثة أرباع المبنى البالغ مساحته 17.400 متر مربع يقع تحت الأرض، محفورًا على قمة جبل صخري. السقف عبارة عن مبنى كبير من الزجاج والصلب، في حين أن الجدران والأرضيات الداخلية والخارجية مصنوعة من الحجر الجيري ذي اللون البيج الدافئ الذي استورد من فرنسا، وهو نفس المادة المستخدمة من قبل المهندس آي في قاعة الاستقبال في متحف اللوفر. المهندس البنيوي لهذا المشروع كان ليزلي إي. روبرتسون أسوشيتس.
واصل المهندس آي إجراء تغييرات على تصميم صالات العرض أثناء البناء، حيث تم الحصول على قطع جديدة للمجموعة. صمم آي في وقت سابق برج الجرس في ميسونو، وهو المقر الدولي والمركز الروحي لمنظمة شومي، ويمكن رؤية برج الجرس من نوافذ المتحف.

## الصور

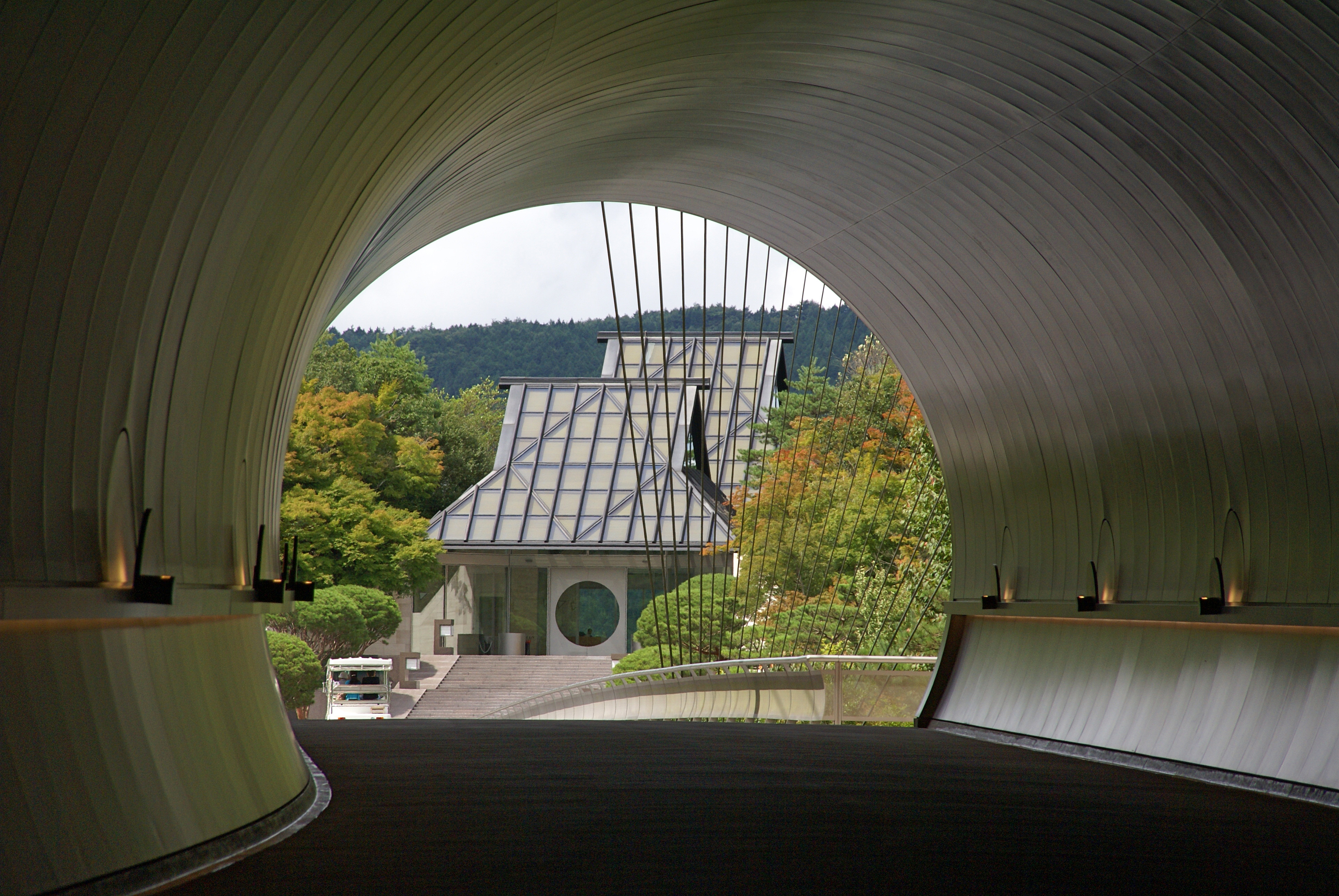
متحف ميهو في فصل الخريف.
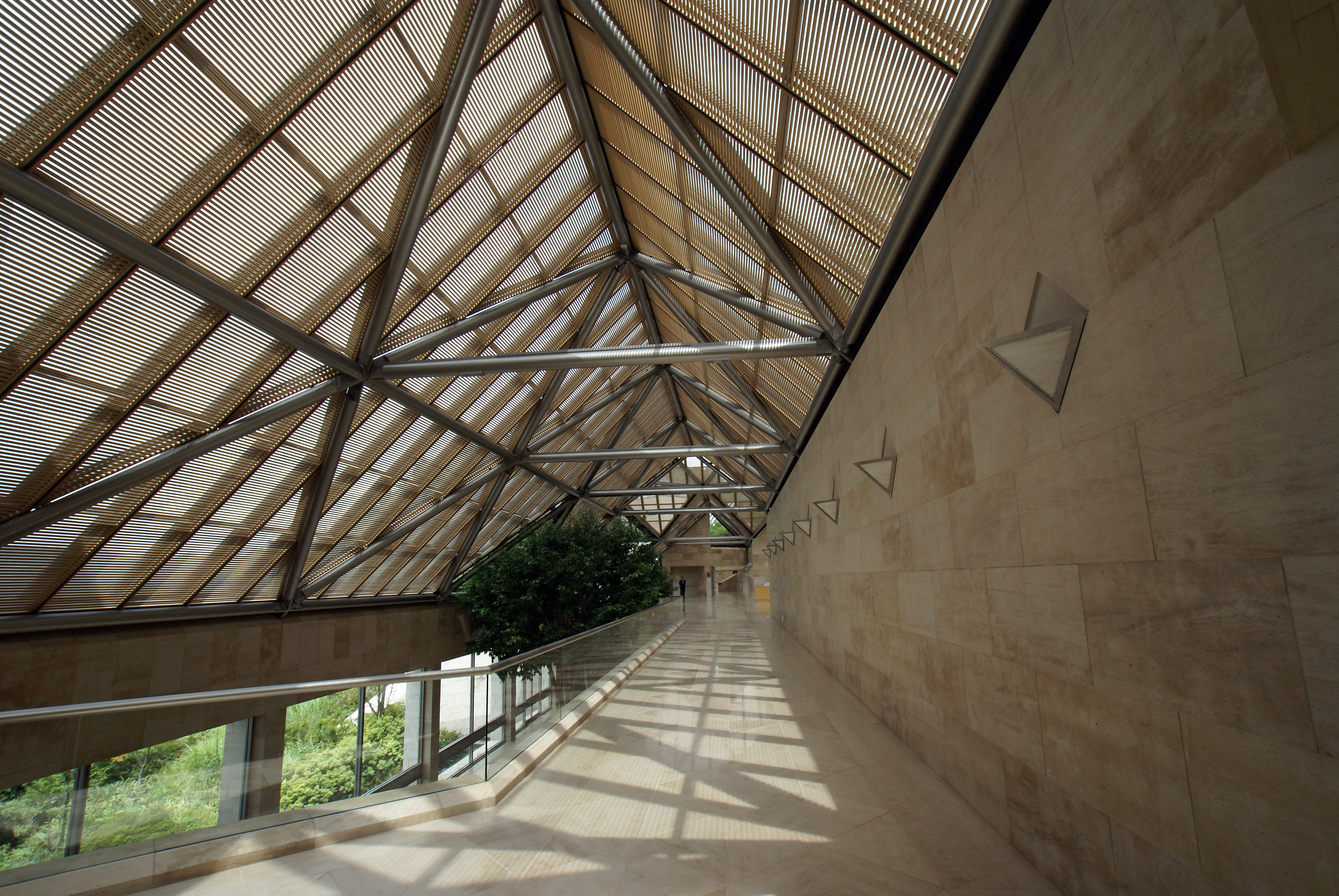
أسلوب المهندس آي إم بي في التصميم الداخلي للمتحف.
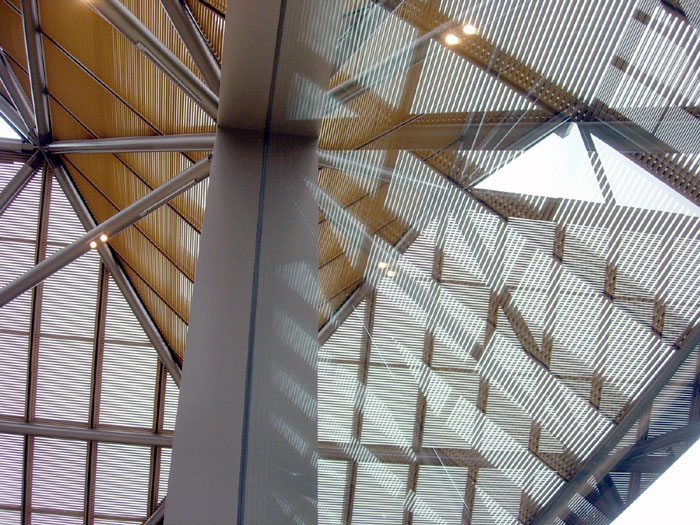
أسلوب المهندس آي إم بي في التصميم الداخلي للمتحف.